# José Carvalho (kajakarz)
José Fernando Saraiva Carvalho (ur. 18 sierpnia 1988 w Amarante) – portugalski kajakarz górski, olimpijczyk z Rio de Janeiro.

## Przebieg kariery
W 2013 został zgłoszony do startu w mistrzostwach świata, jednak nie wziął w nich udziału. Dwa lata później na mistrzostwach świata rywalizował w konkurencji C-1 i zakwalifikował się do półfinałowej fazy zmagań, ostatecznie zakończył zawody na 17. pozycji w tabeli wyników. Uczestniczył w letniej olimpiadzie w Rio de Janeiro, w ramach której wystartował w konkurencji C-1. W eliminacjach uzyskał rezultat 99,18 i zajął 11. pozycję, w półfinale uzyskał rezultat 101,04 i zajął 9. pozycję, natomiast w finale uzyskał rezultat czasowy 105,74 plasujący go ostatecznie na 9. pozycji w klasyfikacji.